# Petrus Christus

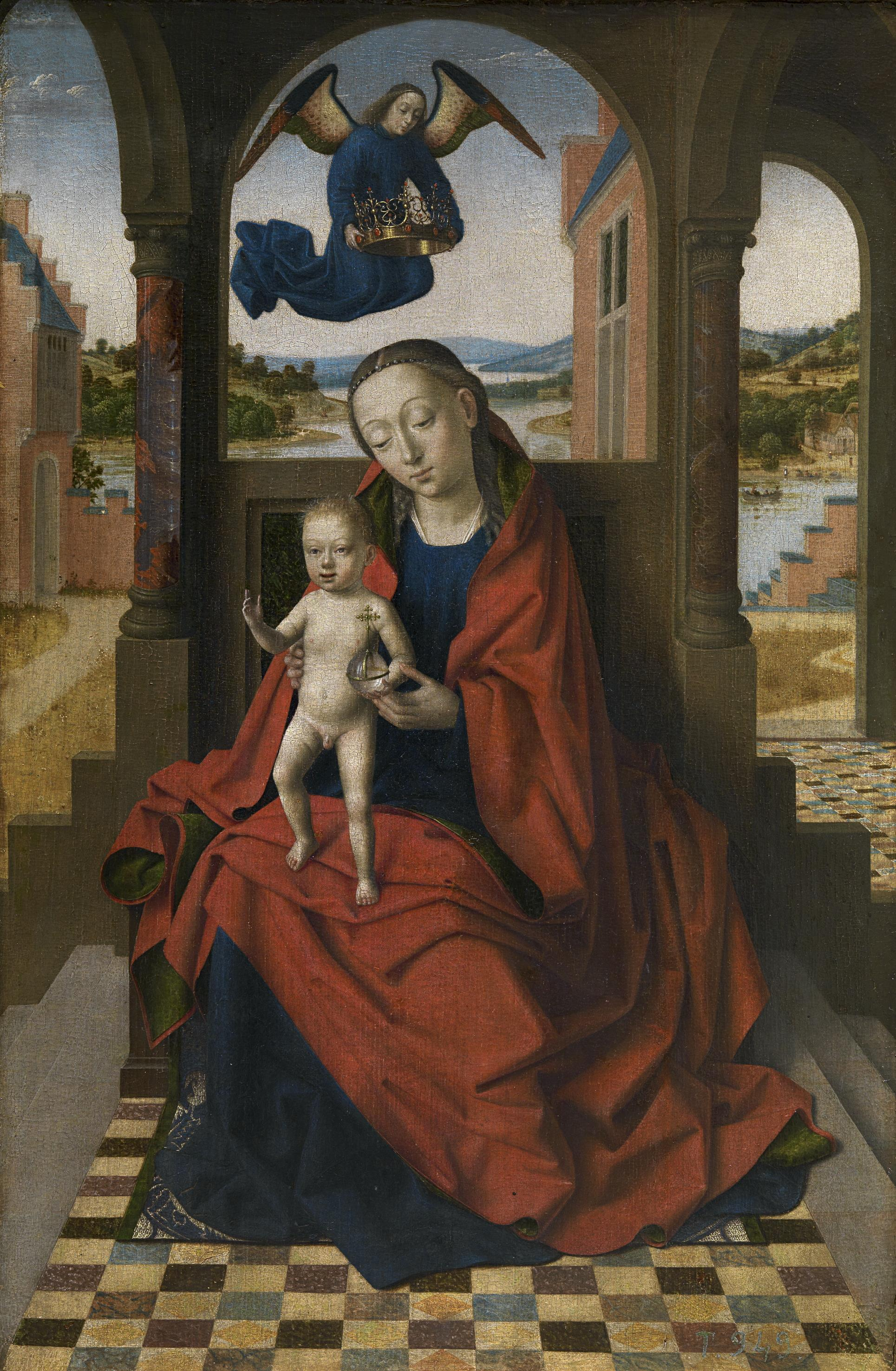
La Virgen con el Niño en un pórtico coronada por un ángel, óleo sobre tabla, 49 x 34 cm, Madrid, Museo del Prado.

Petrus Christus o Petrus Cristus (Baarle-Hertog, c. 1410/1415-Brujas, 1475/1476) fue un pintor primitivo flamenco, autor de un reducido número de obras de devoción y retratos.

## Biografía y obra
De biografía mal conocida, se le documenta a partir de 1444 y hasta su muerte en torno a 1475 como ciudadano de Brujas. El primer dato cierto conocido es precisamente la adquisición de la ciudadanía el 6 de julio de 1444, declarándose con tal motivo hijo de un tal Pierre y natural de Baarle, en el ducado de Brabante. Después de 1458 pero antes de 1463 se incorporó con su esposa Gaudicine a la aristocrática cofradía de Nuestra Señora del Árbol Seco, a la que pertenecían los duques de Borgoña, para la que podría haber pintado la pequeña tabla de la Virgen del árbol seco del Museo Thyssen-Bornemisza. La pertenencia también a la cofradía de Nuestra Señora de las Nieves es otro indicio de sus buenas relaciones con la aristocracia y las autoridades urbanas, para las que realizó algunos trabajos documentados entre 1446 y 1458 y, en 1463, la dirección de los decorados de dos tableaux vivants alzados con motivo de la entrada triunfal de Felipe el Bueno en la ciudad. Durante los años en que Christus residió en Brujas, por otra parte, la ciudad fue la residencia favorita de los duques de Borgoña y pujante centro comercial, con vínculos con el Mediterráneo, lo que explica que le llegasen también encargos de España y de Italia, de donde proceden buena parte de sus aproximadamente treinta obras conservadas, y la influencia que su pintura ejerció sobre Antonello da Messina, a quien Giorgio Vasari hizo su discípulo, lo que no es posible confirmar.
En 1452 firmó una copia libre del Juicio Final de Jan van Eyck, en cuyo entorno se le ha supuesto formado, habiendo sido generalmente considerado el principal discípulo y seguidor directo del maestro, del que habría completado además dos obras inacabadas a su muerte: el San Jerónimo de Detroit, Institute of Arts, y la llamada Madonna Rothschild (La Virgen y el Niño con santa Bárbara, santa Isabel y Jan Vos), de Nueva York, Frick Collection. La tabla del Juicio Final, ahora conservada en Berlin-Dahlem, Gemäldegalerie, puerta lateral derecha de un tríptico desmembrado, simplifica el modelo eyckiano de una forma que le será muy característica, eliminando todo lo que considera superfluo para buscar mayor sencillez y un lenguaje más popular. La dificultad para admitir una presencia en Brujas anterior a 1444, año en que recibió la ciudadanía, ha llevado, sin embargo, a cuestionar ese aprendizaje con Jan van Eyck, fallecido en 1441. Por otro lado, el panel izquierdo del mismo tríptico, con la Anunciación y la Natividad, muestra influencias cruzadas del Maestro de Flemalle y de Rogier van der Weyden, cuyos estilos sintetiza. La Lamentación sobre el cuerpo de Cristo muerto de los Museos Reales de Bellas Artes de Bélgica, y la versión del mismo tema en la Lamentación invertida y simplificada del Metropolitan, en alguna medida deudoras del Descendimiento de Van der Weyden, son otros buenos ejemplos de esas influencias cruzadas, responsables de la compleja evolución de su estilo.
La concepción unitaria del espacio, a la que le condujo la simplificación de los modelos eyckianos, le llevará por otro lado a descubrir, de forma puramente empírica según Erwin Panofsky, la regla básica de la perspectiva lineal, al construir sus composiciones con un punto de fuga único (La Virgen con el Niño entronizados y santos Francisco y Jerónimo, 1457,Fráncfort, Städelsches Kunstinstitut), algo a lo que ni Van Eyck ni Van der Weyden habían llegado. Esa correcta utilización de la perspectiva geométrica y la existencia de ciertos vínculos con la pintura italiana, singularmente con Antonello da Messina, hicieron suponer en el pasado un viaje a Italia nunca documentado. Un detenido estudio espacial se encuentra también en la pequeña tabla que representa a la Virgen y el Niño ante un pórtico coronada por un ángel (Madrid, Museo del Prado), con la confluencia de las líneas de las baldosas y de los escalones laterales en un punto visible situado en la nariz de la Virgen.
La concepción espacial integradora se advierte también en sus retratos, de medio cuerpo, al modo de Van der Weyden, pero situados en interiores verídicos (Retrato de sir Edward Grimston, 1446, Londres, National Gallery). Ese deseo de situar a sus personajes en espacios reales se comprueba incluso si el retratado se presenta muy próximo al muro del fondo, por la presencia en él de molduras y diferencias en la intensidad de la iluminación con objeto de distinguirlo del tradicional fondo neutro, como sucede en el Retrato de una joven muchacha de la Gemäldegalerie de Berlín o en el Retrato de un cartujo del Metropolitan Museum of Art, firmado y fechado también en 1446, resaltando sobre un fondo cálido la figura del fraile situado tras un parapeto a modo de marco, en el que aparece la firma y una mosca con efecto de trampantojo justo encima del nombre del pintor.

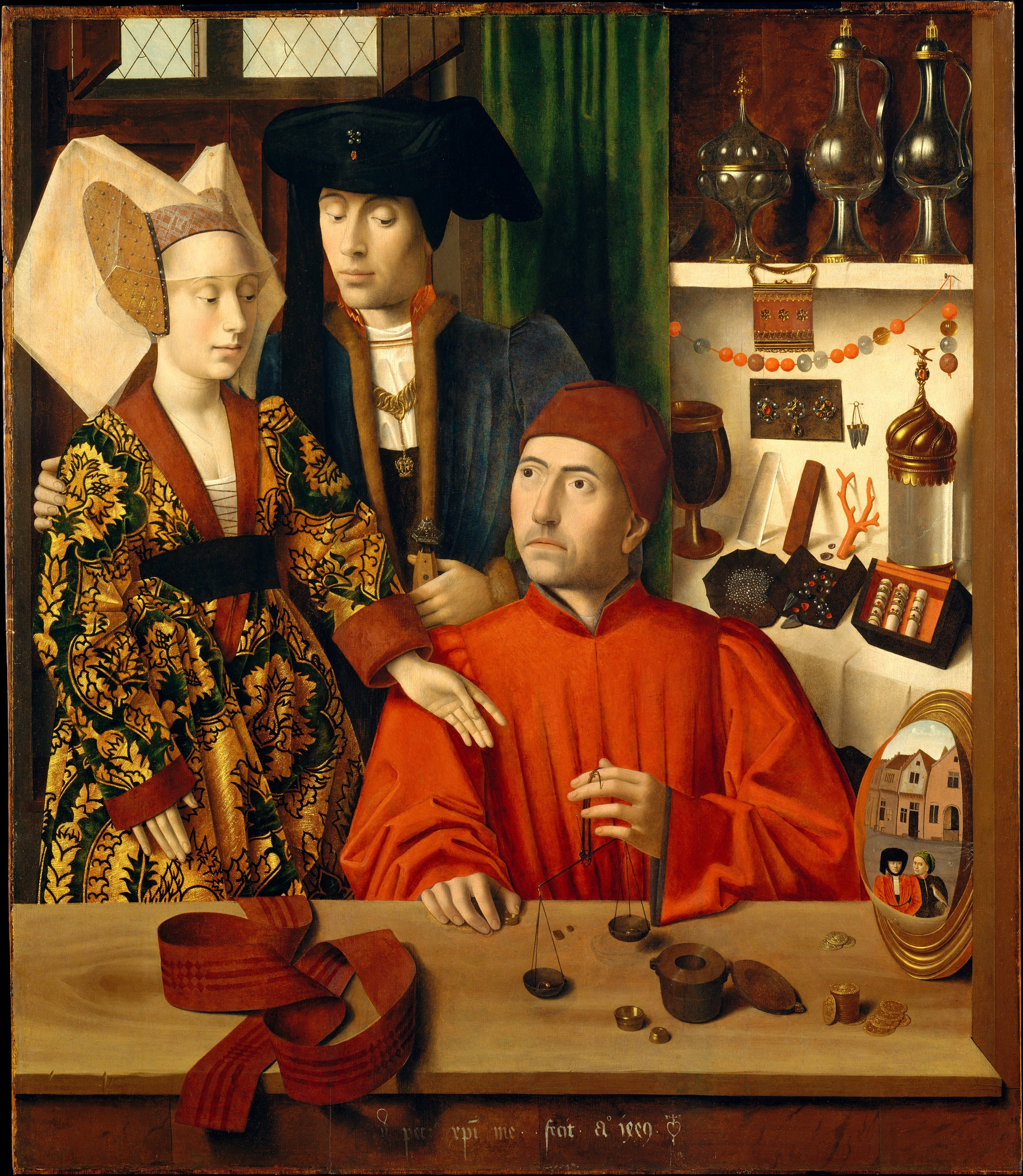
Un orfebre en su taller, 1449. Óleo sobre tabla, 98 x 85,2 cm, Nueva York, Metropolitan Museum of Art.

Otra de sus obras más conocidas y de difícil interpretación, la actualmente con el título Un orfebre en su taller, firmada y fechada en 1449 (Nueva York, Metropolitan Museum), podría tratarse también de un retrato. Aunque tradicionalmente se consideró que la tabla representaba a san Eloy, patrón de los orfebres, lo que venía reforzado por el añadido de una aureola de santidad eliminada tras la última limpieza, los análisis técnicos revelan un dibujo subyacente muy acabado para el rostro del orfebre, lo que sugiere la existencia de un modelo real, que pudiera ser Willem van Vleuten, a quien Felipe el Bueno encargó también en 1449 un regalo para María de Güeldres por su matrimonio con Jacobo II de Escocia, quienes se verían retratados en la pareja que en el cuadro de Christus elige su anillo de boda. La tabla es, en cualquier caso, buena muestra del gusto de los pintores flamencos por los pequeños detalles y en el espejo cóncavo en el que se reflejan dos jóvenes con un halcón pervive el recuerdo de Jan van Eyck.
Murió en Brujas probablemente antes del 13 de marzo de 1476, cuando su hijo ilegítimo Bastyaen ingresó como maestro en el gremio de San Lucas local, pero después del 2 de septiembre de 1475, pues en ese año todavía pagó su contribución al gremio, aunque es posible que llevase algún tiempo incapacitado para pintar.